# Кочетова Юлія Сергіївна

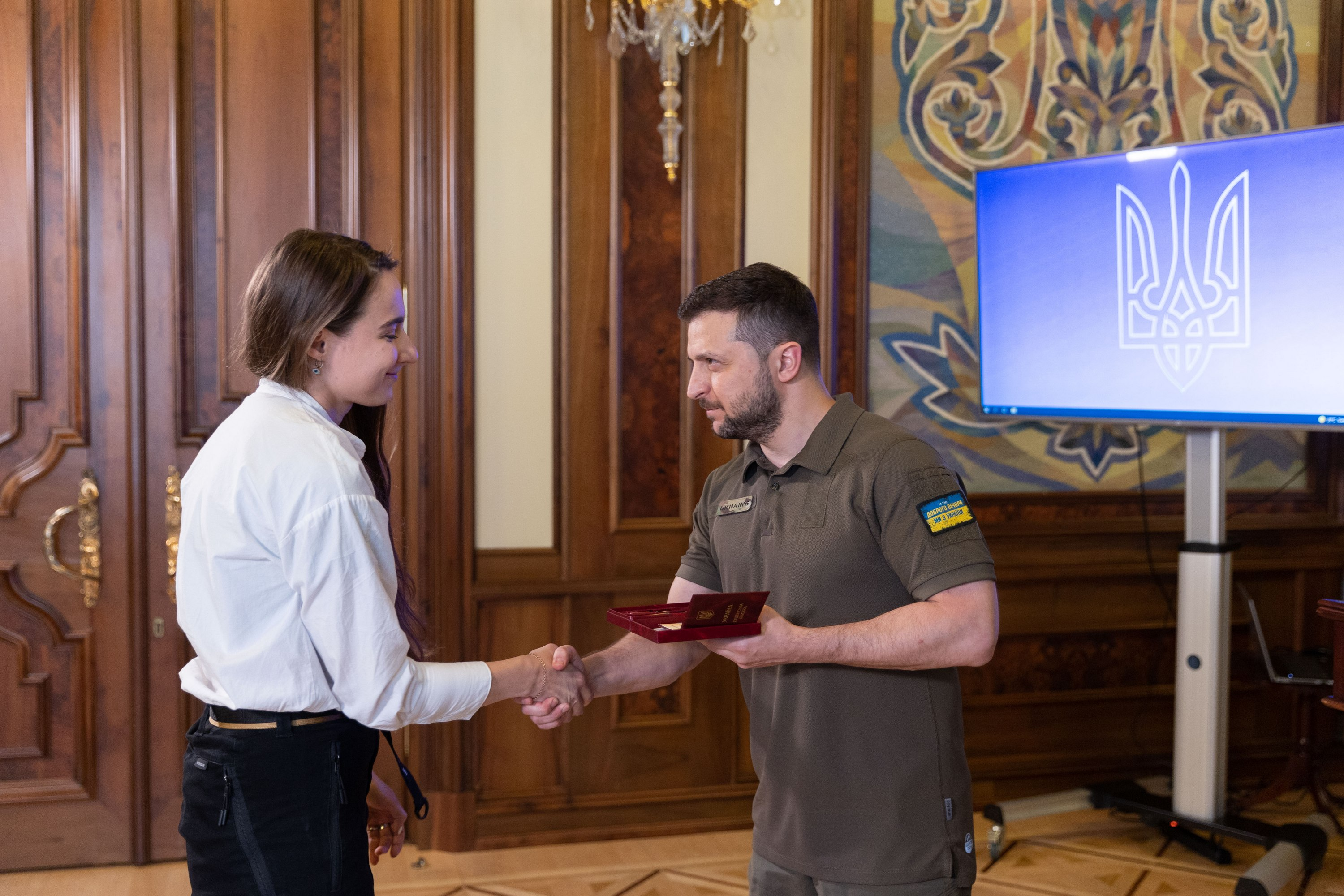
Юлія Кочетова отримує нагороду від президента України Володимира Зеленського

Юлія Сергіївна Кочетова — українська фотокореспондентка, журналістка, режисерка-документалістка. Кавалерка ордена «За заслуги» III ступеня (2022).

## Життєпис
Працювала редакторкою новин.

## Творчість
Світлини з Євромайдану та Криму публікували The Guardian, The Telegraph, The Huffington Post, The National Geographic, BBC News, Bild am Abend. Учасниця фотовиставок в Україні, США, Великій Британії та Сербії.
Від 2014 року воєнна фоторепортерка. Журналістські публікації виходили у Time, Reuters та інших. Авторка фільму «До скорого».
З початком російського вторгнення в Україну 2022 року повернулася до воєнної фотожурналістики.

## Нагороди
- лауреатка найпрестижнішої премії в галузі фотожурналістики - World Press Photo (Global Award, Open Format, 2024)

- орден «За заслуги» III ступеня (6 червня 2022) — за вагомий особистий внесок у розвиток вітчизняної журналістики та інформаційної сфери, мужність і самовідданість, виявлені під час висвітлення подій повномасштабного вторгнення Російської Федерації на територію України, багаторічну сумлінну працю та високу професійну майстерність[1].